# Antigos Paços do Concelho de Lagos
Os Antigos Paços do Concelho de Lagos, igualmente conhecido como Antiga Câmara Municipal de Lagos, consistem num imóvel histórico, que funcionou como a antiga sede do município de Lagos, na região do Algarve, em Portugal.

## Descrição
O edifício possui uma planta de forma rectangular, com um volume simples de três pisos, rematado por um telhado de quatro águas. O estilo dominante é o pombalino. No centro situa-se o andar nobre, que possui uma janela de sacada em cantaria lavrada, coroada pelo brasão da cidade. A fachada está decorada com frisos em cantaria, relativos à situação dos pisos, e pilastras pintadas que fazem a demarcação axial. A porta principal tem uma verga de pedra com a data 1798. No interior contém várias salas, incluindo um salão nobre, e uma escadaria de lance único que faz a ligação entre os três pisos, e que se divide em duas secções nos andares superiores.

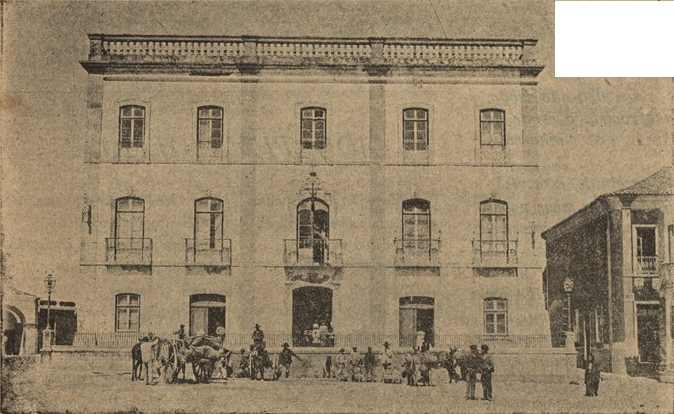
Fotografia do edifício dos Paços do Concelho, publicada na Revista de Turismo n.º 41, de 1918. À frente do edifício situa-se uma plataforma de acesso, que foi depois demolida.

## História

### Século XIX
O imóvel foi construído nos princípios do século XIX para servir como nova sede da Câmara Municipal, uma vez que a anterior tinha sido gravemente danificada no Terramoto de 1755. O edifício original, conhecido como Casas da Câmara, estava situado na Praça do Pelourinho, depois renomeada para Praça do Infante D. Henrique, tendo sido posteriormente reaproveitado para hospital e messe militar. Embora a porta principal apresente a data de 1798, o edifício só foi construído muito depois, uma vez que a Porta de São Roque, situada neste local, só foi tapada em 1832. Desta forma, é possível que esta pedra fizesse parte das cantarias que deveriam ter sido utilizadas para a reconstrução do edifício original, na Praça do Pelourinho. Este processo de transferência de local dos serviços municipais está associado a uma militarização da Praça do Pelourinho, enquanto que a Praça do Cano, onde foi instalado o novo edifício da câmara, passou a ter um maior significado do ponto de vista municipal.
Ao longo da sua história, o edifício albergou não só vários departamentos da edilidade lacobrigense, como o arquivo municipal, mas também outros serviços, como a repartição da fazenda, a conservatória e o tribunal. O edifício sofreu incêndios em 1808 e em 3 de Outubro de 1884, tendo este último destruído uma parte do arquivo municipal. Sobre este incêndio, o jornal O Districto de Faro noticiou que «um pavoroso incendio reduziu a cinzas em a noite de quinta para sexta feira, por cerca das duas horas, todo o edificio dos passos do concelho de Lagos. Achavam-se ali instaladas, nas lojas a recebedoria da comarca, a tesouraria da camara municipal, a casa da guarda militar e o talho municipal; no primeiro andar, a sala das sessões da camaro [sic] municipal, a secretaria desta e a administração do concelho, a sala do tribunal judicial, a repartição de fazenda do concelho e a conservatoria da comarca.»
A autarquia esperava que as obras de reconstrução fossem financiadas pelo valor do seguro, mas este processo atrasou-se devido a conflitos com a empresa seguradora, Esperança e Bonança, pelo que só em Julho de 1885 é que se deliberou o início das obras de desentulhamento do antigo edifício. No dia 20 desse mês foi apresentada a planta e o correspondente relatório para o novo edifício, da autoria de Jerónimo Vieira Cabrita. Porém, em Março do ano seguinte, ainda não se tinham iniciado as obras, embora tenham sido feita uma investigação aos restos do antigo edifício, onde se averigou que algumas partes ainda poderiam ser reaproveitadas, como paredes, abóbadas e molduras de portas e janelas. Os trabalhos de reconstrução foram atribulados, tendo por exemplo sido criticadas as condições das novas escadas, que tiveram de ser reconstruidas. Em Abril de 1888 as obras já tinham terminado, uma vez que nesse mês regressaram ao edifício os serviços da conservatória. Nos princípios do século XX foram removidos o chafariz, onde terminava o Aqueduto do Paúl, e a plataforma de acesso ao edifício da câmara.

### Século XX
Em 1968 os serviços do Tribunal Judicial foram passados para um edifício próprio. Em 14 de Janeiro de 1977, o Jornal do Algarve publicou um artigo onde incentivou o novo executivo municipal, o primeiro eleito após a Revolução de 25 de Abril de 1974, a realizar várias obras de vulto na cidade, incluindo o «arranjo do edifício dos Paços do Concelho, que, tal qual está, envergonha a cidade, e, bem vistas as coisas, pode ser aproveitado, a exemplo do que não há muitos anos foi dado ver em Lagoa, onde do velho se fez praticamente novo, com poucas alterações interiores e respeito pelo exterior». O edifício foi alvo de obras de remodelação entre 1980 e 1981, em 1987 e em 1997, tendo nestas últimas sido repintado, passando a apresentar uma cor dominante em tons amarelos em vez de brancos.

### Século XXI
O edifício foi substituído pelo novo complexo dos Paços do Concelho Século XXI, que foi inaugurado em 6 de Julho de 2009. O antigo imóvel dos Paços do Concelho permaneceu como sede da Assembleia Municipal de Lagos, tendo sido reaproveitado igualmente como espaço para exposições temporárias. Em 31 de Maio de 2010, foi inaugurado o novo posto de turismo no piso térreo do edifício, substituindo as antigas instalações na Rua Marquês de Pombal. Em Agosto desse ano, o presidente da Câmara Municipal de Lagos, Júlio Barroso, afirmou ao jornal Barlavento que pretendia «pôr a funcionar um posto de atendimento da PSP, nos Antigos Paços do Concelho, na Praça Gil Eanes.», que ficaria instalada junto ao espaço para o posto de turismo. Esta medida foi tomada no âmbito da transferência da esquadra da Polícia de Segurança Pública de Lagos para um novo edifício, junto à Estrada Nacional 125 e às Piscinas Municipais, uma vez que as antigas instalações, situadas no centro da cidade, já não ofereciam condições ideais de funcionamento. Assim, a implementação do posto no antigo edifício dos Paços do Concelho iria manter a presença da polícia no centro da cidade, melhorando assim a sua proximidade junto da população.
Em 2018, realizou-se no edifício dos Antigos Paços do Concelho a exposição de fotografia Refúgio e segregação, sobre os refugiados da Guerra Civil na Síria. Em 2019, passaram a estar sediados neste edifício os serviços da Fototeca Municipal, uma vez que as antigas instalações, na Rua Marquês de Pombal, iriam ser alvo de obras para a sua utilização pela Polícia municipal de Lagos. Este corpo de segurança foi criado em 2020, tendo sido provisoriamente baseado nos antigos Paços do Concelho, até que estivessem terminadas as obras para a nova sede.

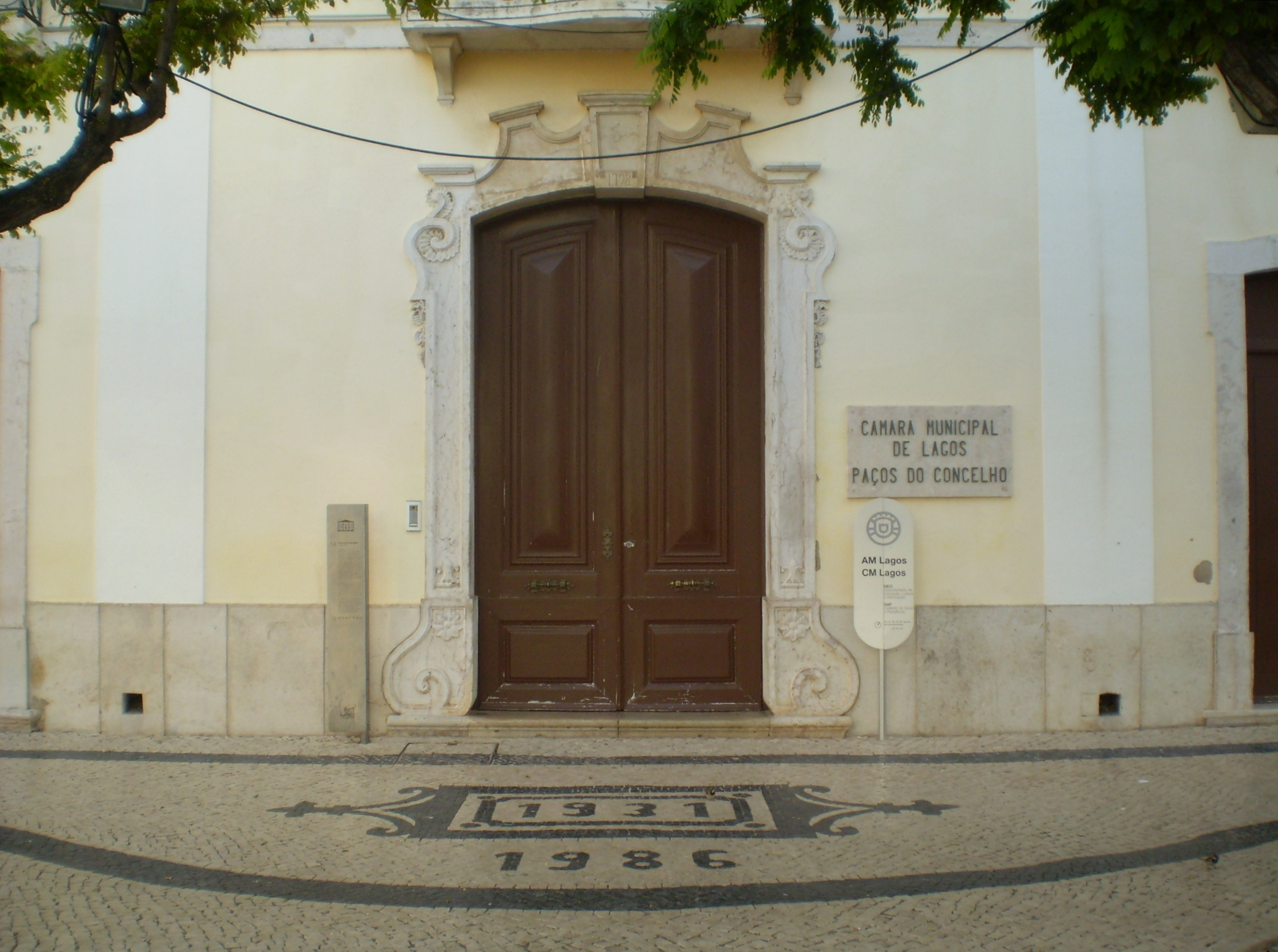
Porta principal dos antigos Paços do Concelho, em 2008. Sobre o portal vê-se a data 1798, identificando a origem da moldura da porta como pertencendo ao antigo edifício, na Praça do Infante D. Henrique.